# Unguizetes mauritius
Unguizetes mauritius är en kvalsterart som först beskrevs av Arthur P. Jacot 1936.  Unguizetes mauritius ingår i släktet Unguizetes och familjen Mochlozetidae. Inga underarter finns listade i Catalogue of Life.